# Antran
Antran és un municipi francès situat al departament de la Viena i a la regió de la Nova Aquitània. L'any 2007 tenia 1.118 habitants.

## Demografia

### Població
El 2007 la població de fet d'Antran era de 1.118 persones. Hi havia 444 famílies de les quals 78 eren unipersonals (43 homes vivint sols i 35 dones vivint soles), 169 parelles sense fills, 181 parelles amb fills i 16 famílies monoparentals amb fills.
La població ha evolucionat segons el següent gràfic:
Habitants censats

### Habitatges
El 2007 hi havia 487 habitatges, 445 eren l'habitatge principal de la família, 18 eren segones residències i 24 estaven desocupats. 477 eren cases i 10 eren apartaments. Dels 445 habitatges principals, 381 estaven ocupats pels seus propietaris, 62 estaven llogats i ocupats pels llogaters i 2 estaven cedits a títol gratuït; 2 tenien una cambra, 12 en tenien dues, 42 en tenien tres, 131 en tenien quatre i 258 en tenien cinc o més. 355 habitatges disposaven pel capbaix d'una plaça de pàrquing. A 146 habitatges hi havia un automòbil i a 282 n'hi havia dos o més.

### Piràmide de població
La piràmide de població per edats i sexe el 2009 era:
| Homes | Edats   | Dones |
| ----- | ------- | ----- |
| 0     | 95 o +  | 0     |
| 0     | 90 a 94 | 0     |
| 12    | 85 a 89 | 4     |
| 0     | 80 a 84 | 4     |
| 28    | 75 a 79 | 16    |
| 8     | 70 a 74 | 16    |
| 32    | 65 a 69 | 28    |
| 44    | 60 a 64 | 28    |
| 32    | 55 a 59 | 44    |
| 48    | 50 a 54 | 32    |
| 48    | 45 a 49 | 56    |
| 48    | 40 a 44 | 44    |
| 40    | 35 a 39 | 32    |
| 36    | 30 a 34 | 44    |
| 8     | 25 a 29 | 24    |
| 16    | 20 a 24 | 20    |
| 84    | 15 a 19 | 32    |
| 28    | 10 a 14 | 28    |
| 48    | 5 a 9   | 32    |
| 20    | 0 a 4   | 8     |

## Economia
El 2007 la població en edat de treballar era de 698 persones, 530 eren actives i 168 eren inactives. De les 530 persones actives 487 estaven ocupades (247 homes i 240 dones) i 43 estaven aturades (21 homes i 22 dones). De les 168 persones inactives 81 estaven jubilades, 57 estaven estudiant i 30 estaven classificades com a «altres inactius».

### Ingressos
El 2009 a Antran hi havia 451 unitats fiscals que integraven 1.185 persones, la mediana anual d'ingressos fiscals per persona era de 19.681 €.

### Activitats econòmiques
Dels 57 establiments que hi havia el 2007, 1 era d'una empresa alimentària, 6 d'empreses de fabricació d'altres productes industrials, 11 d'empreses de construcció, 12 d'empreses de comerç i reparació d'automòbils, 3 d'empreses de transport, 4 d'empreses d'hostatgeria i restauració, 2 d'empreses d'informació i comunicació, 3 d'empreses financeres, 4 d'empreses immobiliàries, 8 d'empreses de serveis i 3 d'empreses classificades com a «altres activitats de serveis».
Dels 15 establiments de servei als particulars que hi havia el 2009, 1 era un paleta, 3 guixaires pintors, 2 fusteries, 2 lampisteries, 2 electricistes, 1 perruqueria, 3 restaurants i 1 agència immobiliària.
Dels 5 establiments comercials que hi havia el 2009, 1 era una gran superfície de material de bricolatge, 1 una fleca, 1 una carnisseria, 1 una botiga de mobles i 1 un drogueria.
L'any 2000 a Antran hi havia 19 explotacions agrícoles que ocupaven un total de 1.122 hectàrees.

## Equipaments sanitaris i escolars
El 2009 hi havia una escola elemental.

## Poblacions més properes
El següent diagrama mostra les poblacions més properes.